# René-Georges Weill
René-Georges Weill, né le 26 janvier 1908 à Montpellier et décédé le 29 mai 1942 par suicide, est un militaire français, compagnon de la Libération.

## Décorations
- Chevalier de la Légion d'honneur
- Compagnon de la Libération par décret du 17 novembre 1945[2]
- Croix de guerre 1939–1945, palme de bronze
- Médaille de la Résistance française avec rosette par décret du 3 aout 1946[3]
- Médaille commémorative des services volontaires dans la France libre